# Ratpenat nassut de Hutton
El ratpenat nassut de Hutton (Murina huttoni) és una espècie de ratpenat de la família dels vespertiliònids que es troba a l'Índia, Xina, Laos, Malàisia, Myanmar, el Nepal, el Pakistan, Tailàndia i el Vietnam.